# Новый Карамбай
Новый Карамбай — деревня в Можгинском районе Удмуртской республики.

## География
Находится в юго-западной части Удмуртии на расстоянии приблизительно 12 км на восток-северо-восток по прямой от районного центра города Можга.

## История
Известна с 1873 года как деревня с 11 дворами, в 1893 году 23 двора (все удмурты), в 1905 — 28, в 1924 — 36. Основана в первой половине XVIII века удмуртами из деревни Старый Карамбай. До 2021 года входила в состав Горнякского сельского поселения.

## Население
Постоянное население составляло: 85 человек (1873), 145 (1893), 202 (1905), 208 (1924), 31 в 2002 году (удмурты 94 %), 21 в 2012.